# Krigsbranddamm
En krigsbranddamm (KRBD) är en provisorisk reservoar för vatten som används av brandförsvaret eller av Civilförsvaret. Dessa har byggts för att möjliggöra brandbekämpning även om det kommunala vattenledningssystemet skulle slås ut i händelse av krig, därav namnet, även om det förekommer att de utnyttjas i fredstid. Krigsbranddammar kan vara såväl överjordiska - dammar så som ordet normalt förstås - eller vara underjordiska anläggningar liknande bergrum med en volym på 50 till 2000 kubikmeter.